# Thelypteris deltoidea
Thelypteris deltoidea là một loài dương xỉ trong họ Thelypteridaceae. Loài này được Sw. Proctor mô tả khoa học đầu tiên năm 1953.